# Чхань Кунь-Хэй, Эдисон
Эдисон Чхань Кунь-Хэй (кит. упр. 陳冠希, палл. Koon-hei Chen; также известен как Эдисон Чэн (англ. Edison Chen); род. 7 октября 1980) — гонконгско-канадский актер, рэпер, певец, автор песен, продюсер, предприниматель, художник и модельер. Чхань также является основателем CLOT Inc. и генеральным директором Clot Media Division Limited.
Дебютировав в музыкальной индустрии Гонконга в 1999 году, он выпустил несколько альбомов Cantopop и Mandopop жанрах под звукозаписывающей компанией Emperor Entertainment Group, прежде чем, наконец, выпустил свой первый альбом в стиле хип-хоп на кантонском диалекте с одобрённым критиками релизом альбома Please Steal This Album 2004 года. Затем он выпустил кантонский хип-хоп альбом 2005 года Hazy: The 144 Hour Project и хип-хоп альбом на мандаринском 2007 года Allow Me To Re-Introduce Myself. 21 февраля 2008 года он публично объявил, что намерен «на неопределённый срок» уйти из индустрии развлечений Гонконга из-за скандала с сексуальными фотографиями в 2008 году, на котором были представлены многочисленные фотографии его обнажённого тела и интимных деталей, а также фотографии нескольких гонконгских актрис, которые были опубликованы в Интернете. Он вернулся в 2010 году, но кроме короткого камео в фильме 2014 года «Золотые цыплёнки», он не вернулся полностью в киноиндустрию Гонконга до 2016 года. С тех пор Чхань закрепил своё место в китайском хип-хопе своим возвращением в 2010 году с альбом Confusion, в дополнение к нескольким успешным альбомам студии с тех пор.

## Биография
Чэн родился в Ванкувере, Британская Колумбия, Канада, китайскими и на 1/8 португальскими корнями. Отец Чханя — бизнесмен Эдвард Чхань (陳澤民), магнат индустрии развлечений Гонконга, известный как «Девятый брат» (九哥).
Он был студентом в средней школе им. Р. С. Палмера в Ричмонде, Британская Колумбия, а также посещала Гонконгскую международную школу. Он был в том же классе десятого класса, что и его коллега по фильму Николас Це.
Он говорил по-английски как на своём родном языке, а затем выучил кантонский и мандаринский. Он также немного говорит по-японски. Он также знает некоторые базовые основы кхмерского языка, так как он должен был научиться играть камбоджийского ассасина в Собаке кусает собаку. У него есть две старшие сестры.

## Карьера

### Кино
В 1999 году к Чханю подошёл агент по поиску талантов, когда он был в клубе с друзьями в Гонконге. Он попросил его снять рекламный ролик. Ему было 19 лет, когда он был показан в рекламе Ситибанка Леона Лая. В начале 2000-х он снялся вместе с Сесилией Чунг в рекламе метро.
С тех пор его карьера началась с японского фильма Dead or Alive 2: Birds. Он дебютировал в Гонконге в фильме Gen-Y Cops в 2000 году. Он снялся во многих популярных фильмах, в том числе Двойная рокировка, Двойная рокировка 2, Initial D (2005) и Dog Bite Dog. Решив расширить свой кругозор до стран по всему миру, он также снялся в японской драме «Под той же луной». В 2006 году он дебютировал в Америке в качестве гонконгского журналиста в Проклятие 2. Ему предложили небольшую роль в фильме «Тройной форсаж: Токийский дрифт», но он отказался. Его последний фильм в 2013 году в Гонконге — «Снайпер (2009)», снятый до фото-скандала с Эдисоном Чханем. Он также снимал камею в роли бандита в «Тёмном рыцаре», но из-за скандала его роль была уменьшена и вместо этого его очень кратко воспринимали как регистратор. В некоторых сообщениях говорится, что он изначально играл роль Лау, испорченного китайского бухгалтера, которого играл Чин Хан. Он вернулся в азиатско-американский фильм под названием «Почти идеально», который он и его коллеги проводили в рекламе на нескольких кинофестивалях. 28 октября, во время модного события в Пекине, Эдисон Чхань объявил, что он сыграет главную роль в Initial D 2. Съёмки фильма должны были начаться в 2011 году, но он был отложен на неопределённый срок. В 2014 году он сделал краткое возвращение в гонконгскую киноиндустрию в Золотые цыплёнки. После восьми лет работы в коротких ролях он официально возвращается в индустрию развлечений после того, как его заметили на съемках нового проекта Лу Е в Гуанчжоу в апреле 2016 года.

### Музыка
В 2000 году в возрасте 20 лет Чхань заключил контракт с Emperor Entertainment Group. Ему потребовалось несколько успешных выпусков альбома, прежде чем ему дали возможность выпустить хип-хоп альбом. Его первый релиз в стиле хип-хоп был выпущен в феврале 2004 года под названием Please Steal This Album при поддержке MC Yan и сингапурского музыканта Ханджин Чена. Несколько синглов из альбома возглавили местные поп-чарты. Чен упомянул о трудностях подгонки в Гонконге, где преобладает кантопоп, но сказал, что хип-хоп обладает огромным потенциалом.
Он показан в альбоме группы M-Flo Cosmicolor, на треке «LOVE ME, HATE THE GAME» с Чаном, Тайтаниумом и Рёхеем Ямамото.
После возвращения Чена в конце 2009 года он начал работу над своим следующим альбомом под названием CONFUSION. Запись включает в себя сотрудничество с известными местными исполнителями хип-хопа MC HotDog, MC Yan и Master Chef. Дополнительное сотрудничество включает Сэмми Ченга и Джея Чоу.

### Мода
Вступление Эдисона в индустрию моды сопровождалось его растущим успехом в качестве молодой поп-иконы. Эдисон вместе с партнерами Кевином Пуном и Билли Ипом стал основателем CLOT Inc., компании по производству одежды, которую называют «компанией по образу жизни», которая ориентирована на молодёжную культуру и привносит уличную моду в Китай и Гонконг. Компания сотрудничала со многими крупными компаниями по производству одежды, такими как Adidas, Nike, A Bathing Ape, Subcrew и Disney. Он также является основателем компании JUICE, которая в настоящее время работает в Гонконге (изначально), Шанхае и Куала-Лумпуре, и планирует в будущем открыть еще 17 магазинов.

### Мультимедийная компания
В феврале 2007 года он вложил 10 миллионов гонконгских долларов в открытие своей собственной мультимедийной компании Clot Media Division, которая планирует выпускать фильмы, рекламные ролики и музыкальные альбомы. В июне 2007 года он выпустил альбом на китайском «Allow Me to Re-Introduce Myself» (讓我再次介紹我自己), с треками, продюсированными Kanye West, Just Blaze и Clinton Sparks.

### Общественные работы
Еще в 2001 году Чхань появился на благотворительных шоу в Ванкувере. Он также был сторонником сообщества геев и лесбиянок в Гонконге, в том числе был избран иконой в 2001 году.
В 2007 году он был приглашен компанией Be@rbrick toys на благотворительную акцию в Гонконг-Харбор-Сити. Благотворительные средства были пожертвованы «Гонконгскому фонду рака крови». [15]

### Видеоигры
Он обеспечил озвучку в качестве участника триады низкого уровня по имени Джеки Ма, главного героя в Sleeping Dogs, видеоигре приключенческого боевика 2012 года с открытым миром, которая происходит в Гонконге.

## Личная жизнь
В личном блоге Чханя он назвал анонимную подругу «V». В 2007 году он наконец объявил, что встречается с Винси Йенг (племянницей основателя EEG Альбертом Йенгом) в течение трёх лет. На развлекательном шоу на Тайване Чэн рассказал, что он планирует жениться на Винси Йенге и что его прежние привычки к плейбою и блужданию прекратились из-за его любви к его нынешней девушке. Он повторил свою благодарность ей в интервью журналу Time Out Hong Kong в марте 2011 года.
В начале своей карьеры Чхань и его коллега из Гонконга Николас Це были хорошими друзьями, так как они ходили в одну школу и даже снимались в одном фильме. Однако фото-скандал, в котором участвовала тогдашняя жена Це, Сесилия Чун, положил конец их дружбе. В 2011 году Чхань чуть не столкнулся с Це, когда они оба были в одном здании в Гонконге, но разминулись на двадцать минут. По сообщениям, Чхань ушел из этого района после того, как ему сказали, что Це находится поблизости.
Чэн должен был переехать на Тайвань в начале 2013 года для своей тогдашней подруги Энн Хонг, и в ближайшем будущем ходили разговоры о том, чтобы они поженились. По-видимому, Чэн сократил веселье и даже свой известный ей горячий характер.. После двух лет многообещающих отношений с Хун, они расстались после того, как она обнаружила текстовые сообщения от другой женщины в день рождения Чханя. Через два месяца после их распада Чхань был связан с другой моделью, которая на 14 лет младше его.
По сообщениям, Чхань заключил мир по крайней мере с двумя актрисами из Гонконга, которые были вовлечены в фото-скандал; Сесилия Чун и Джиллиан Чун. По совпадению, оба извинения были сделаны на самолете.
В октябре 2015 года сообщалось, что Чхань романтически связан с замужней китайской супермоделью по имени Шу Пей. Они были замечены поцелуями на открытии магазина, но когда они оба столкнулись с папарацци, он отрицал претензию, прежде чем умышленно столкнул оператора с дороги. В январе 2017 года выяснилось, что они оба ждут своего первого ребёнка вместе. Однако в мае 2017 года, когда репортёры обратились к нему в международном аэропорту Гонконга с новостями, он настойчиво отрицал и даже угрожал женщине-репортёру, что, если она задаст больше вопросов, он не будет сдерживаться.
В августе 2017 года Чхань подтвердил рождение их маленькой дочери по имени Алая и опубликовал ее фотографию в социальных сетях.
Через семь лет после своего фото-скандала Чхань сказал, что он ничего не изменит, если сможет вернуться во времени. «Сейчас я очень счастлив. Несмотря на то, что в прошлом происходили некоторые несчастные инциденты, у меня никогда не было злых намерений, и я не делал этого нарочно. Это был несчастный случай», — добавил он.

## Дискография
| Year                                                | Album                                              | Label               | Notes                    |
| --------------------------------------------------- | -------------------------------------------------- | ------------------- | ------------------------ |
| 30 November 2000                                    | Edison Chen 陳冠希                                 | EEG                 | Cantonese EP             |
| 11 May 2001                                         | Fast and Furious                                   | EEG                 | Cantonese Album          |
| 5 June 2001                                         | Visual Diary                                       | EEG                 | Cantonese Album          |
| 21 August 2001                                      | Ultraman Gaia 超人佳亞                             | EEG                 | Cantonese EP             |
| 2 November 2001                                     | Ed Is On                                           | EEG                 | Mandarin Album           |
| 20 December 2001                                    | Peace and Love                                     | EEG                 | Cantonese Album          |
| 3 July 2002                                         | Break Through                                      | EEG                 | Cantonese Album          |
| 29 August 2002                                      | Transition                                         | EEG                 | Mandarin Album           |
| 13 February 2003                                    | Hits or Misses                                     | EEG                 | Cantonese Compilation    |
| 26 February 2004                                    | Please Steal This Album                            | EEG                 | Cantonese Album          |
| 4 January 2005                                      | Hazy: The 144 Hour Project                         | EEG                 | Cantonese Album          |
| 18 April 2005                                       | Hazy: The 144 Hour Project (Version 2)             | EEG                 | Cantonese Album          |
| 21 December 2005                                    | The Best Collection                                | EEG                 | Cantonese Compilation    |
| 12 May 2006                                         | 69FM Mixtape                                       | -                   | Cantonese Mixtape        |
| 15 June 2007 (Version 1) 10 August 2007 (Version 2) | Allow Me to Re-Introduce Myself 讓我再次介紹我自己 | Clot Media Division | Mandarin Album           |
| 28 December 2010                                    | CONFUSION                                          | Clot Media Division | Mandarin/Cantonese Album |
| 27 July 2012                                        | 3 Corners 三角度                                   | East Asia Music     | Cantonese Album          |
| 20 September 2013                                   | Super Brothers                                     | East Asia Music     | Mandarin Album           |
| August 2015                                         | 3 Corners Ⅱ 三角度(二)                             | Clot Media Division | Cantonese Album          |
| September 2017 — January 2018                       | 一只猴子                                           | Clot Media Division | Mandarin Album           |

## Фильмография

### Фильмы
- 2000 — Dead or Alive 2: Birds (Dead or Alive 2: 逃亡者) (Япония)
- 2000 — Gen Y Cops (特警新人類2)
- 2001 — Final Romance (願望樹)
- 2001 — Dummy mother, Without a Baby (玉女添丁)
- 2001 — Dance of a Dream (愛君如夢)
- 2002 — Princess D (想飛)
- 2002 — Nine Girls and a Ghost (九個女仔一隻鬼)
- 2002 — Двойная рокировка (無間道)
- 2003 — Близнецы (千機變)
- 2003 — Медальон (飛龍再生) (Камео)
- 2003 — Двойная рокировка II (無間道II)
- 2003 — The Spy Dad (絕種鐵金剛)
- 2003 — Двойная рокировка III (無間道III: 終極無間) (Камео)
- 2004 — Sex and the Beauties (性感都市)
- 2004 — Moving Targets (2004 新紮師兄)
- 2004 — Life, Translated (時差7小時)
- 2004 — Jiang Hu (2004 film) (江湖)
- 2004 — Хроники Хуаду: Лезвие розы (千機變)
- 2004 — A-1 Headline (A-1 頭條)
- 2005 — Initial D (頭文字D)
- 2005 — Under The Same Moon (同じ月を見ている) (Япония)
- 2006 — Dog Bite Dog (狗咬狗)
- 2006 — The Grudge 1.5 (咒怨1.5) (Короткометражка)
- 2006 — Проклятие 2 (咒怨2)
- 2007 — Trivial Matters (破事兒)
- 2008 — Тёмный рыцарь (Камео)
- 2009 — The Sniper (2009 film) (神鎗手)
- 2009 — Coweb (戰無雙) (Камео)
- 2012 — Almost Perfect (film)
- 2014 — Golden Chicken 3 (金雞SSS)
- 2014 — Streets of Macao
- 2015 — Waiting
- 2019 — Initial D 2 (頭文字D 2)

### Озвучка
- 2001 — Кошки против собак (貓狗鬥一番) (только голос, кантонская версия)
- 2007 —  Шрек Третий  (史力加之咁就三世) (только голос, кантонская версия)

### Сериалы
- 2002 — Feel 100 % (百分百 感覺)
- 2003 — Hearts of Fencing (當四葉草碰上劍尖時) Приглашённый гость
- 2005 — Eight Heroes (八大 豪俠)

### Другие появления
- 2001 — Weakest Link (一筆OUT消)
- 2005 — MTV, Whatever Things
- 2006 — Gumball 3000: Drivin 'Me Crazy
- 2012 — Sleeping Dogs (Джеки Ма)
- 2015 — The Life and Sex Scandal of Chinese Star and Streetwear Icon Edison Chen (Self)